# USS Augusta (CA-31)
Pour les autres navires du même nom, voir USS Augusta.
L’USS Augusta (CA-31 à l'origine CL-31) était un croiseur lourd de la classe Northampton de l’US Navy, connu pour avoir servi en Atlantique et en Méditerranée durant la Seconde Guerre mondiale.

## Histoire

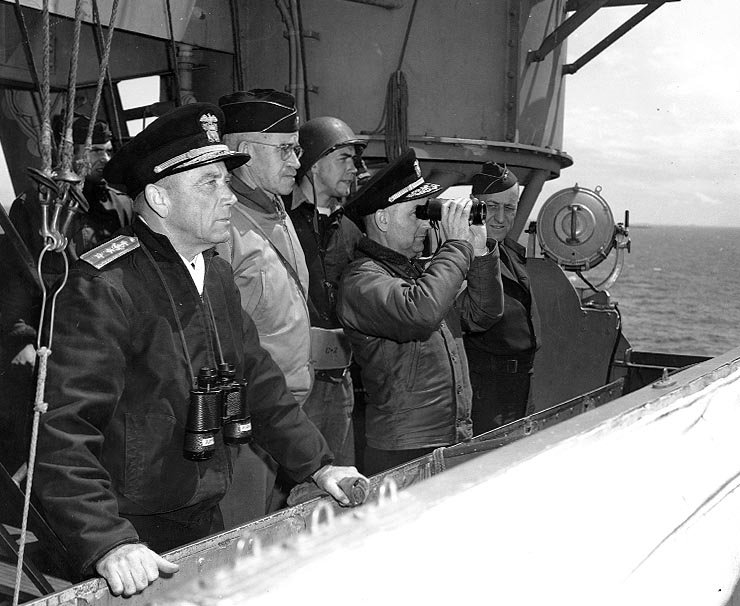
Officiers généraux américains observant le débarquement de Normandie depuis lAugusta (de gauche à droite : contre-amiral Alan G. Kirk, commandant la force navale Ouest; lieutenant-général Omar Bradley, commandant la 1re armée américaine, contre-amiral Arthur D. Struble (avec les jumelles) et le major-général Hugh Keen.

Le croiseur USS Augusta devient le navire amiral de la flotte asiatique des États-Unis le 9 novembre 1933 et sert dans les eaux asiatiques jusqu'en novembre 1940.
En juillet 1937, avec quatre destroyers, il est le premier navire de l'US Navy a faire une visite en Union soviétique lors d'une escale à Vladivostok.
Il participe au débarquement en Afrique du Nord en novembre 1942, à celui de Normandie en juin 1944 en tant que navire de commandement des forces américaines le Jour J avec le général Bradley à son bord et au débarquement de Provence (Operation Dragoon). Il sert également occasionnellement comme navire présidentiel, transportant pendant la guerre les présidents américains Franklin D. Roosevelt pour la conférence de l'Atlantique en baie d'Argentia à Terre-Neuve en août 1941, puis Harry S. Truman pour la conférence de Potsdam en juillet 1945.
Le navire est lancé en 1930 à Newport News en Virginie et mis en service en janvier 1931. C'est un croiseur de 10 000 tonnes répondant au traité de Washington de 1922. Il sert d'abord dans la flotte Asiatique puis après une refonte importante à New York en 1940, passe dans la flotte Atlantique. 
Après la guerre, il subit une ultime refonte en octobre 1945 pour participer à l'opération Magic Carpet, le rapatriement des troupes américaines aux États-Unis. Puis il est désarmé et mis en réserve fin 1946 avant d'être revendu à un ferrailleur et démantelé en 1959.
Quatrième navire à porter le nom d'USS Augusta, il existe encore un débat pour savoir s'il a été nommé d'après la ville d'Augusta dans le Maine ou celle d'Augusta en Géorgie. Selon le Dictionary of American Naval Fighting Ships, le navire est nommé d'après la ville de Géorgie.